# Marcel Celmas
Ne doit pas être confondu avec Marcel Delmas.
Marcel Celmas, dit Celmas, né le 6 août 1891 à Nantes (Loire-Atlantique) et mort le 31 décembre 1961  à Paris, est un chansonnier, acteur et humoriste français.
Il a notamment travaillé avec Pierre Dac et Léo Campion.

## Biographie
De son vrai nom Marcel Armand Dupuy, il naît à Nantes en 1891.
Il est notamment connu pour sa collaboration avec Pierre Dac et Léo Campion, avec lesquels il joue le rôle de « perturbateur » par ses interventions interminables à l'humour absurde, sur des textes de son invention. Il ne brille d'ailleurs que sur ses propres créations, car il est incapable de jouer sur un texte qui lui aurait été imposé ; lors d'une des rares fois où il avait été engagé, pour jouer dans une pièce particulièrement tragique où tout l'équipage d'un sous-marin en perdition déclamait à tour de rôle ses ultimes volontés, il remplace son propre texte par cette déclaration lancée d'une voix forte : « Moi, tu diras à mon impresario que je suis libre la semaine prochaine ! ».
Considéré par Dac et Campion comme leur maître « ès loufoqueries », ce chansonnier montmartrois, admiré des professionnels du métier, était pourtant lui-même assez peu connu du grand public, ce qui ne lui importait guère car le petit pécule que lui rapportait ses numéros comiques suffisait à ses besoins.
Ne riant jamais, d'un physique banal et d'âge avancé, Marcel Celmas est néanmoins parfois considéré comme le roi du canular et le père de tous les chansonniers qui l'ont suivi.

## Sketches célèbres
- Les Marrants : bon sens ne peut mentir (1953), avec Pierre Dac et Léo Campion[3].

## Filmographie

### Cinéma
- 1936 : Match nul, court-métrage de Maurice Gleize

- 1958 : Vive les vacances de Jean-Marc Thibault
- 1959 : Les Motards de Jean Laviron